# ماهو نو يوسيه بيرشا
بيرشا الجنية السحرية (魔法の妖精 ペルシャ ماهو نو يوسيه بيرشا) هو مسلسل أنمي من صنف الفتاة الساحرة من إنتاج إستديو بيرو وقد أُذيع على شبكة تلفزيون نيبون من يوليو 1984 وحتى مايو 1985 لأجل التنافس مع العملاق غورغ من إنتاج سنرايز، والذي أُذيع كذلك على المحطة. بالإضافة إلى مسلسل الأنمي، أُصدر مقطعان من الأوفا، وقد ظهرت الشخصية الرئيسية بيرشا في عرضين آخرين من عروض إستديو بيرو.

## الشخصيات
بيرشا هايامي (速水ペルシャ هايامي بيروشا)
أداء صوتي: مينا توميناغا
غاكو موروي (室井学 موروي غاكو)
أداء صوتي: كييتشي نانبا
ريكي موروي (室井力 موروي ريكي)
أداء صوتي: يو ميزوشيما
سايو ميتومو (御友小夜 ميتومو سايو)
أداء صوتي: سايكو شيمازو
غيرا غيرا (ゲラゲラ)
أداء صوتي: شيغيرو تشيبا
ميسو ميسو (メソメソ)
أداء صوتي: سوكيكيو كامياما
بوري بوري (プリプリ)
أداء صوتي: يوكو ميتا
سيمبا (シンバ شينبا)
أداء صوتي: دايسكي غوري
هيديكي هايامي (速水英樹 هايامي هيديكي)
أداء صوتي: أكيو نوجيما
كومي هايامي (速水久美 هايامي كومي)
أداء صوتي: غارا تاكاشيما
غوكن موروي (室井剛健 موروي غوكن)
أداء صوتي: يوزورو فوجيموتو
يويوكو مانابي (真鍋よよ子 مانابي يويوكو)
أداء صوتي: ساكوراكو كيشيرو
المعلم أكانوما (赤沼先生 أكانوما-سِنسيه)
أداء صوتي: هيديوكي تاناكا
بون بون (ボンボン)
أداء صوتي: ماساكو سوغايا
جنية (妖精 يوسيه)
أداء صوتي: يوكو أساغامي
جنية (フェアリ فيري)
أداء صوتي: مايكو أوكاموتو و‌يوريكو ياماموتو
كنجي ساواكي (沢木研二 ساواكي كنجي)
أداء صوتي: كازوهيكو إينوي
ناظر المدرسة (校長先生 كوتشو-سِنسيه)
أداء صوتي: إيكويا ساواكي
كيشين شينوكاوا (篠川紀信 شينوكاوا كيشين)
أداء صوتي: يوريكو فتشيزاكي
توتا فويوكي (冬木 冬太 فويوكي توتا)

## المانغا
المانغا أنا أحب بيرشا! (ペルシャがすき! بيروشا غا سوكي!) قد نشرتها شوئيشا في مجلة مارغريت الأسبوعية من 1984 وحتى أكتوبر 1985، ثم أُعيد نشرها في 9 مجلدات بصيغة تانكوبون.

### إصدارات التانكوبون
| م. | تاريخ الإصدار الياباني | ردمك الياباني       |
| -- | ---------------------- | ------------------- |
| 1  | أبريل 1984             | ISBN 978-4088508511 |
| 2  | سبتمبر 1984            | ISBN 978-4088508672 |
| 3  | —                      | —                   |
| 4  | ديسمبر 1984            | ISBN 978-4088508795 |
| 5  | يناير 1985             | ISBN 978-4088508887 |
| 6  | مارس 1985              | ISBN 978-4088508894 |
| 7  | يوليو 1985             | ISBN 978-4088508924 |
| 8  | سبتمبر 1985            | ISBN 978-4088508931 |
| 9  | نوفمبر 1985            | ISBN 978-4088508948 |

### إصدارات البونكوبان
| م. | تاريخ الإصدار الياباني | ردمك الياباني       |
| -- | ---------------------- | ------------------- |
| 1  | 17 نوفمبر 2000         | ISBN 978-4086176385 |
| 2  | 17 نوفمبر 2000         | ISBN 978-4086176392 |
| 3  | يناير 2001             | ISBN 978-4086176408 |
| 4  | 18 يناير 2001          | ISBN 978-4086176415 |
| 5  | فبراير 2001            | ISBN 978-4086176675 |
| 6  | 16 فبراير 2001         | ISBN 978-4086176682 |

## وصلات خارجية
- ماهو نو يوسيه بيرشا على موقع IMDb (الإنجليزية)
- ماهو نو يوسيه بيرشا على موقع كينوبويسك (الروسية)
- ماهو نو يوسيه بيرشا على موقع قاعدة بيانات الفيلم (الإنجليزية)
- ماهو نو يوسيه بيرشا على موقع ANN anime (الإنجليزية)

- ماهو نو يوسيه بيرشا  في شبكة أخبار الأنمي